# Beša (powiat Michalovce)
Beša – wieś (obec) na Słowacji położona w kraju koszyckim, w powiecie Michalovce. Pierwsze wzmianki o miejscowości pochodzą z roku 1260. 
Według danych z dnia 31 grudnia 2012, wieś zamieszkiwało 366 osób, w tym 185 kobiet i 181 mężczyzn.
W 2001 roku pod względem narodowości i przynależności etnicznej 6,88% mieszkańców stanowili Słowacy, a 92,59% Węgrzy.
Ze względu na wyznawaną religię struktura mieszkańców kształtowała się w 2001 roku następująco:
- Katolicy rzymscy – 9,79%
- Grekokatolicy – 4,23%
- Ewangelicy – 0,26%[a]
- Ateiści – 0,53%
- Nie podano – 0,53%